# Richard Murunga
Richard Hero Murunga (Amagoro, 22 de abril de 1949 - Nairobi, 26 de octubre de 2018) fue un boxeador kenyata de la categoría de peso wélter, que se colgó la medalla de bronce en los Juegos Olímpicos de Múnich de 1972, perdiendo la batalla por la plata con Janos Kajdi.

## Carrera como amateur
Comenzó a boxear en 1968, a los 19 años, animado por su padre, Ernest Illuk, que era oficial del ejército. Dos años después fue él mismo quien se alistó al Ejército.
Desertó del ejército en 1973 ya que las autoridades de boxeo de Kenia no le permitieron unirse a las filas profesionales. Posteriormente, fue a Uganda y compitió en el campeonato de la Asociación de Boxeo Amateur de África Oriental y Central (Fescaaba) representando a Uganda bajo el seudónimo de Feisal Musante. Más tarde fue arrestado, cuando regresó a Kenia.

## Resultados en Juegos Olímpicos

### Múnich 1972
- Ronda de 32: Venció a  Alfons Stawski por puntos (4–1)
- Ronda de 16: Venció a  Vartex Parsanian por KO en el tercer asalto
- Cuartos de final: Venció a  Sergio Lozano por KO en el primer asalto
- Semifinal: Perdió ante  Janos Kajdi por puntos (1–4)

## Carrera como preofesional
Conocido como "Tiger", Murunga se volvió profesional en 1973. Fue promocionado por Mogens Palle, se convirtió en el primer boxeador profesional de la historia. Ganó tres combates en Europa y se retiró en 1974.

## Vida personal
Murunga tuvo dos mujeres, Mariam Wambui y Nawal Ahmed, y siete hijos. Se convirtió al Islam cuando se casó con su segunda esposa Nawal, y tomó el nombre musulmán de Khalifa. Aunque al principio vivió en Dinamarca y Kuwait, en 2003 se fue a vivir a Bombolulu a Mombasa.